# Hofkegelschnecke
Die Hofkegelschnecke, Fürstliche Kegelschnecke oder der Röhrenförmige Kegel (Conus aulicus) ist eine Schnecke aus der Familie der Kegelschnecken (Gattung Conus), die im Indopazifik verbreitet ist und sich von anderen Schnecken und kleinen Fischen ernährt.

## Merkmale
Conus aulicus trägt ein mäßig großes bis großes, mäßig festes bis mäßig schweres Schneckenhaus, das bei ausgewachsenen Schnecken 6,5 bis 16 cm Länge erreicht. Der Körperumgang ist schmal zylindrisch bis schmal eiförmig, bisweilen zylindrisch bis eiförmig, der Umriss gerade mit parallelen Seiten bis leicht konvex, die linke Seite konkav und das Viertel an der Basis der rechten Seite gerade. Die Gehäusemündung ist an der Basis breiter als an der Schulter. Die Schulter ist fast gewinkelt oder gerundet. Das Gewinde ist meist mittelhoch, sein Umriss gerade bis leicht konkav. Der Protoconch hat zweieinhalb bis drei Umgänge und misst maximal 0,8 mm. Die ersten 2 bis 5 Umgänge des Teleoconchs sind mit Tuberkeln besetzt, manchmal nur schwach. Die Nahtrampen des Teleoconchs sind leicht konkav bis leicht konvex mit 1 auf 3 bis 4 zunehmenden spiraligen Rillen auf den frühen Umgängen und zahlreichen spiraligen Streifen auf den späten. Der Körperumgang ist im Viertel bis Drittel an der Basis mit feinen, dicht gedrängten spiraligen Rippen und zur Schulter hin mit spiraligen Fäden besetzt.
Die Grundfarbe des Gehäuses ist weiß und oft wechselnd mit Rosa unterlegt. Der Körperumgang ist mit rötlichen oder schwärzlich-braunen Flächen belegt, die kleine bis mäßig große Zeltmuster und Flecken übriglassen. Hellbraune Flächen sind mit dunkelbraunen bis schwarzen Linien durchzogen, die oft durch Punkte in der Grundfarbe gegliedert sind. Neben überwiegend weißen gibt es überwiegend braune Schalen. Die Umgänge des Protoconchs und die Nahtrampen der ersten 3 bis 5 Umgänge des Teleoconchs sind einfarbig weiß, die späteren sind dagegen mit radialen Streifen und Flecken überzogen, die dem Farbmuster des Körperumgangs entsprechen. Das Innere der Gehäusemündung ist kremfarben bis gelb oder orange, bei fast Adulten weiß.
Das dünne, durchscheinende, glatte Periostracum ist gräulich gelb bis rötlich braun.
Die Oberseite des Fußes ist braun mit schwarzen Flecken und geht im Mittelabschnitt nach orangebraun über. Der Vorderabschnitt trägt einen schwarzen Mittelfleck, der von einigen weißen Markierungen umgeben. Die seitlich hinteren Bereiche am Rand sind mit unregelmäßig abwechselnden schwarzen und weißen radialen Streifen und Flecken überzogen. Die Fußsohle und das Rostrum sind weiß mit braunen Flecken, die Fühler weiß mit braunen Spitzen. Der Sipho ist weiß mit braunen Flecken, dorsolateral schwarz und mit einer roten Spitze, kann aber auch distal rot und proximal braun sein und hat eine schwarz gepunktete Querbande ein Drittel bis eine Hälfte von der Spitze.
Die mit einer Giftdrüse verbundenen Radula-Zähne haben an der Spitze zwei gegenüberliegende Widerhaken und einen von oben bis ein Siebtel über der Basis gesägten Schaft, in einer Zacke endend.

## Verbreitung und Lebensraum
Conus aulicus ist im Indopazifik mit Ausnahme von Hawaii in Meerestiefen von 1 bis 30 m verbreitet. Er lebt auf in Korallenriffen auf Untergründen mit Sand oder Korallenschill neben lebenden oder toten Korallen.

## Entwicklungszyklus
Wie alle Kegelschnecken ist Conus aulicus getrenntgeschlechtlich, und das Männchen begattet das Weibchen mit seinem Penis. Das Weibchen legt etwa 326 µm große Eier, woraus geschlossen wird, dass die Veliger-Larven mindestens 13 Tage lang frei schwimmen, bevor sie niedersinken und zu kriechenden Schnecken metamorphosieren.

## Ernährung
Die Beute von Conus aulicus besteht aus vorwiegend aus Schnecken und daneben auch aus kleinen Fischen, die er mit seinen Radulazähnen sticht und mithilfe des Gifts aus seiner Giftdrüse immobilisiert.